# Том Парсонс
Томас Мартин Том Парсонс (енгл. Thomas Martin "Tom" Parsons; Бирмингем 5. мај 1984) је британски атлетичар специјалиста за скок увис.
Парсонс је требало да направи успешну каријеру, али је на првом међународном такмичењу завршио као 11. на Европском јуниорском првенству 2003. 17. је 2005. на Европском првенству за млађе сениоре, 10. на Универзијади исте године, 11. на Играма Комонвелта 2006. и 10. на Светскоом првенству у Осаки.
Парсонс је представљао Уједињено Краљевство на Олимпијским играма 2008. где је завршио 8. са скоком од 2,25 м.
Његов лични рекорд на отвореном износи 2,30 м постигнут У Бирмингему 13. јула 2008. и у дворани 2,31 м 13. фебруара 2011. у Шефилду.

## Значајнији резултасти
| Година                    | Такмичење                                | Место                         | Пласман                   | Резултат                  |
| Представљао ВБ и Енглеску | Представљао ВБ и Енглеску                | Представљао ВБ и Енглеску     | Представљао ВБ и Енглеску | Представљао ВБ и Енглеску |
| ------------------------- | ---------------------------------------- | ----------------------------- | ------------------------- | ------------------------- |
| 2003                      | Европско јуниорске првенство             | Тампере, Финска               | 20.                       | 2,10 м                    |
| 2005                      | Европско првенство за млађе сениоре У-23 | Ерфурт Немачка                | 17.                       | 2,18 м                    |
| 2005                      | Универзијада                             | Измир, Турска                 | 10.                       | 2,15 м                    |
| 2006                      | Игре Компнвелта                          | Мелбурн, Аустралија           | 11.                       | 2,10 м                    |
| 2007                      | Светско првенство                        | Осака, Јапан                  | 10.                       | 2,26 м                    |
| 2008                      | Олимпијске игре                          | Пекинг, Кина                  | 8.                        | 2,25 м                    |
| 2010                      | Светско првенство у дворани              | Доха, Катар                   | 9.                        | 2,26 м                    |
| 2010                      | Европско првенство                       | Барселона, Шпанија            | 10 у кв.                  | 2,23 м                    |
| 2010                      | Игре Компнвелта                          | Делхи, Индија                 | 5.                        | 2,23 м                    |
| 2011                      | Европско првенство у дворани             | Париз, Француска              | 9.                        | 2,22 м                    |
| 2011                      | Светско првенство                        | Тегу, Јужна Кореја            | 19.                       | 2,25 м                    |
| 2012                      | Европско првенство                       | Хелсинки, Финска              | 28.                       | 2,10 м                    |
| 2014                      | Светско првенство у дворани              | Сопот, Пољска                 | 12.                       | 2,25 м                    |
| 2014                      | Игре Компнвелта                          | Глазгов, Уједињено Краљевство | 13.                       | 2,16 м                    |